# Aname ningaloo
Espèce
Aname ningaloo est une espèce d'araignées mygalomorphes de la famille des Anamidae.

## Distribution
Cette espèce est endémique du Gascoyne en Australie-Occidentale,. Elle se rencontre dans la chaîne du Cap.

## Description
La femelle holotype mesure 17,4 mm.

## Systématique et taxinomie
Cette espèce a été décrite par Wilson, Rix et Harvey en 2023.

## Étymologie
Son nom d'espèce lui a été donné en référence au lieu de sa découverte, le côte de Ningaloo.

## Publication originale
- Wilson, Rix & Harvey, 2023 : « Description of five new Aname L. Koch, 1873 (Araneae, Anamidae) species collected on Bush Blitz expeditions. » European Journal of Taxonomy, vol. 890, p. 1-22 (texte intégral).